# Lennart Pettersson
Ingvar Lennart Pettersson (* 1. Februar 1951 in Uppsala) ist ein ehemaliger schwedischer Luftwaffengeneral und Pentathlet.

## Karriere
Pettersson war 1980 bei den Olympischen Spielen in Moskau Teil der schwedischen Mannschaft, die hinter der Sowjetunion und Ungarn die Bronzemedaille gewann. Neben Pettersson bestand diese noch aus George Horvath und Svante Rasmuson. Im Einzelwettbewerb erreichte er den siebten Platz. 1976, 1978 und 1980 wurde er schwedischer Meister. Nach seiner aktiven Karriere war er unter anderem von 1992 bis 1996 Cheftrainer des schwedischen Mehrkampfkaders.
Er war Berufssoldat und diente ab 1968 bei den Schwedischen Luftstreitkräften, aus denen er 2006 als Brigadegeneral in den Ruhestand ausschied. Von 2001 bis 2011 war er Mitglied im Schwedischen Olympischen Komitee.